# ÖHB-Cup der Männer 2024/25
Der ÖHB-Cup 2024/25 ist die 38. Austragung des Handballcupwettbewerbs der Herren.

## Hauptrunden

### 1. Runde
| Datum, Uhrzeit           | Heimmannschaft                                       | Ergebnis          | Gastmannschaft                          |
| ------------------------ | ---------------------------------------------------- | ----------------- | --------------------------------------- |
| 18. Okt. 2024, 18:30 Uhr | BT Füchse LL (LL) 6 Neuhold                          | 23 : 46 (14 : 28) | BT Füchse (1L) 10 Nenadic, Wolfger      |
| 18. Okt. 2024, 19:00 Uhr | UHC Absam (LL) 7 Fuschelberger                       | 27 : 38 (13 : 18) | Bregenz Handball (1L) 10 Steurer-Wieser |
| 18. Okt. 2024, 19:00 Uhr | HC Urfahr (LL) 4 Floßmann                            | 15 : 42 (7 : 21)  | HC Linz AG (1L) 10 Alkic                |
| 19. Okt. 2024, 14:45 Uhr | WAT Atzgersdorf LL (LL) 4 Pratschner, Pelikan, Trzil | 26 : 40 (13 : 22) | UHC Hollabrunn (2L) 9 Parzer            |
| 19. Okt. 2024, 17:30 Uhr | HC Hohenems (LL) 8 Amann                             | 23 : 46 (12 : 23) | Handball Tirol (1L) 6 Perić, Jochimsen  |
| 19. Okt. 2024, 18:00 Uhr | HC Voitsberg (LL) 6 Bellina                          | 21 : 31 (12 : 17) | Union Horn (2L) 7 Steinhauser           |
| 19. Okt. 2024, 19:30 Uhr | UHC Gänserndorf (RL) 10 Petráš                       | 28 : 29 (15 : 13) | HIB Graz (2L) 8 Fall                    |
| 20. Okt. 2024, 15:00 Uhr | HC Lustenau (BO) 7 Vogel                             | 28 : 36 (12 : 20) | SK Traun (2L) 7 Steinhauser             |
| 19. Okt. 2024, 16:00 Uhr | SVVW Klagenfurt (LL) 8 Wulz                          | 24 : 35 (13 : 13) | WAT Fünfhaus (2L) 5 Baxter, Klicha      |
| 20. Okt. 2024, 17:00 Uhr | UHC Eggenburg (RL) 10 Hutecek                        | 31 : 24 (14 : 11) | WAT Fünfhaus LL (LL) 4 Sprung, Neckov   |

### 2. Runde
| Datum, Uhrzeit           | Heimmannschaft                                              | Ergebnis          | Gastmannschaft                               |
| ------------------------ | ----------------------------------------------------------- | ----------------- | -------------------------------------------- |
| 8. Dez. 2024, 16:00 Uhr  | Fivers WAT Margareten 2 (2L) 6 Djeno                        | 36 : 29 (16 : 15) | SC Ferlach (1L) 9 Juranic                    |
| 9. Dez. 2024, 19:00 Uhr  | Spiders Wels (2L) 12 Kutic                                  | 25 : 46 (9 : 22)  | Handball Tirol (1L) 7 Jochimsen              |
| 10. Dez. 2024, 19:00 Uhr | Bregenz Handball (1L) 9 Predragović                         | 23 : 37 (12 : 21) | Alpla HC Hard (1L) 8 Tokić                   |
| 10. Dez. 2024, 19:30 Uhr | UHC Eggenburg (RL) 5 Kukla, Großinger, Hutecek              | 28 : 29 (14 : 13) | HSG Graz (1L) 7 Schweighofer                 |
| 10. Dez. 2024, 19:30 Uhr | Union Korneuburg (2L) 8 Rattensperger                       | 23 : 20 (13 : 9)  | HSG Bärnbach/Köflach (1L) 9 Mehmedović       |
| 10. Dez. 2024, 20:00 Uhr | Perchtoldsdorf Devils (2L) 5 Tacke                          | 29 : 32 (16 : 18) | Union St. Pölten (2L) 8 Bruckner             |
| 10. Dez. 2024, 20:00 Uhr | WAT Atzgersdorf (2L) 6 Keresztes                            | 26 : 32 (13 : 15) | Jags Vöslau (1L) 7 Kovacec                   |
| 11. Dez. 2024, 19:00 Uhr | SG HC LINZ AG / Neue Heimat FT (2L) 7 Nana Agyapong, Dudlak | 28 : 36 (17 : 16) | SK Traun (2L) 8 Preinfalk                    |
| 11. Dez. 2024, 19:00 Uhr | Handball Sportunion Leoben (2L) 7 Bote                      | 26 : 32 (13 : 15) | BT Füchse (1L) 6 Wolfger                     |
| 11. Dez. 2024, 19:30 Uhr | HIB Graz (2L) 9 Edegger                                     | 37 : 31 (19 : 16) | WAT Fünfhaus (2L) 8 Lampert                  |
| 11. Dez. 2024, 20:00 Uhr | UHC Salzburg (2L) -                                         | 0 : 12 1 (- : -)  | HC Linz AG (1L) -                            |
| 11. Dez. 2024, 20:00 Uhr | Union Horn (2L) 7 Steinhauser                               | 30 : 46 (17 : 23) | UHC Hollabrunn (2L) 6 Pavlov, Lorenz, Provin |
| 13. Dez. 2024, 20:00 Uhr | Handball Tirol 2 (2L) 7 Staudinger                          | 46 : 33 (23 : 9)  | HcB Lauterach (2L) 8 Dilys, Brand            |

### Achtelfinale
| Datum, Uhrzeit           | Heimmannschaft                                | Ergebnis                           | Gastmannschaft                                      |
| ------------------------ | --------------------------------------------- | ---------------------------------- | --------------------------------------------------- |
| 25. Jan. 2025, 19:00 Uhr | Union Korneuburg (2L) 13 Schafler             | 36 : 25 (18 : 10)                  | HIB Graz (2L) 6 Rosenberger                         |
| 26. Jan. 2025, 16:30 Uhr | Handball Tirol 2 (2L) 9 Igbinoba              | 29 : 39 (15 : 19)                  | UHK Krems (1L) 7 Hellerschmid, Rudischer, Bergemann |
| 26. Jan. 2025, 17:30 Uhr | Handball West Wien (1L) 10 Dräger             | 31 : 32 (12 : 11) (22:22), (27:27) | BT Füchse (1L) 9 Neuhold                            |
| 31. Jan. 2025, 19:30 Uhr | UHC Hollabrunn (2L) 6 Radjenovic, Pavlov, Gal | 28 : 32 (16 : 16)                  | HC Linz AG (1L) 10 Klimawez                         |
| 31. Jan. 2025, 20:00 Uhr | Fivers WAT Margareten 2 (2L) 8 Bavlnka        | 26 : 34 (12 : 13)                  | Jags Vöslau (1L) 7 Barta                            |
| 1. Feb. 2025, 19:00 Uhr  | SK Traun (2L) 13 Preinfalk                    | 33 : 39 (16 : 17)                  | Handball Tirol (1L) 8 Perić                         |
| 1. Feb. 2025, 20:00 Uhr  | Union St. Pölten (2L) 9 Bruckner              | 24 : 43 (13 : 22)                  | Alpla HC Hard (1L) 7 Antanavičius                   |
| 11. Feb. 2025, 19:30 Uhr | Fivers WAT Margareten (1L) 8 Schuh            | 30 : 27 (18 : 14)                  | HSG Graz (1L) 6 Schweighofer, Jensterle             |

### Viertelfinale
| Datum, Uhrzeit           | Heimmannschaft                    | Ergebnis                     | Gastmannschaft                    |
| ------------------------ | --------------------------------- | ---------------------------- | --------------------------------- |
| 21. März 2025, 20:00 Uhr | Union Korneuburg (2L) 7 Weinhappl | 23 : 30 (10 : 14)            | Handball Tirol (1L) 5 Medić       |
| 22. März 2025, 19:00 Uhr | Alpla HC Hard (1L) 7 Schnabl      | 37 : 31 (16 : 16)            | Fivers WAT Margareten (1L) 6 Nigg |
| 22. März 2025, 19:00 Uhr | UHK Krems (1L) -                  | 27 : 29 (24 : 13), (24 : 24) | Jags Vöslau (1L) -                |
| 22. März 2025, 20:00 Uhr | BT Füchse (1L) 13 Kuhn            | 29 : 28 (13 : 11)            | HC Linz AG (1L) 8 Stojanović      |

## Finalrunden
Die Endrunde, das Final Four, fand am 18. und 19. April 2025 in der Hannes Bammer Halle statt.

### Halbfinale
| BT Füchse    | BT Füchse            | BT Füchse   | BT Füchse | BT Füchse  | 32 (17) | - | 38 (21) | Handball Tirol | Handball Tirol | Handball Tirol | Handball Tirol       | Handball Tirol |
| ------------ | -------------------- | ----------- | --------- | ---------- | ------- | - | ------- | -------------- | -------------- | -------------- | -------------------- | -------------- |
| Rückennummer | Spieler              | Gelbe Karte |           | Rote Karte | Tore    |   | Tore    | Gelbe Karte    |                | Rote Karte     | Spieler              | Rückennummer   |
| 3            | Thomas Nenadic       |             |           |            | 3       |   | 2       |                | 1              |                | Alexander Wanitschek | 2              |
| 4            | Marko Karaula        | 1           |           |            | 9       |   | 2       |                |                |                | Thomas Kandolf       | 3              |
| 12           | Stipe Purić          |             |           |            | 0       |   | 2       |                | 1              |                | Sebastian Spendier   | 8              |
| 14           | Antonio Pribanić     |             | 1         |            | 3       |   | 0       |                |                |                | Jonas Magelinskas    | 9              |
| 17           | Thomas Kuhn          |             | 1         |            | 4       |   | 0       |                |                |                | Tobias Alber         | 12             |
| 20           | Philipp Nenadic      |             |           |            | 0       |   | 7       |                |                |                | Filip Perić          | 17             |
| 23           | Christoph Wolfger    |             |           |            | 0       |   | 4       | 1              | 2              |                | Petar Medić          | 19             |
| 24           | Julian Mittendorfer  |             |           |            | 0       |   | 2       |                |                |                | Philipp Jochimsen    | 21             |
| 26           | Martin Breg          |             |           |            | 1       |   | 0       |                |                |                | Aljaksej Kischou     | 23             |
| 27           | Florian Hofstätter   |             |           |            | 0       |   | 4       |                | 2              |                | Michael Miskovez     | 26             |
| 39           | Adel Rastoder        |             | 1         |            | 2       |   | 1       |                |                |                | Tobias Grothues      | 32             |
| 55           | Thomas Tremmel       |             | 2         |            | 2       |   | 2       |                |                |                | Thomas Wagner        | 35             |
| 79           | Sandro Jankovitsch   |             |           |            | 0       |   | 0       |                |                |                | Boris Tanic          | 52             |
| 80           | Moritz Krainer       |             |           |            | 0       |   | 4       |                |                |                | Lukas Prader         | 77             |
| 94           | Christoph Neuhold    |             |           |            | 8       |   | 4       |                | 1              |                | Samuel Kofler        | 97             |
| 95           | Hazbulat Sabazgiraev |             | 2         |            | 0       |   | 4       |                |                |                | Johannes Demmerer    | 99             |
| Trainer      | Benjamin Teraš       |             |           |            |         |   |         | 1              |                |                | Christoph Jauernik   | Trainer        |

Schiedsrichter: Ana Vranes & Marlis Wenninger
| Jags Vöslau  | Jags Vöslau                  | Jags Vöslau | Jags Vöslau | Jags Vöslau | 26 (11) | - | 25 (13) | Alpla HC Hard | Alpla HC Hard | Alpla HC Hard | Alpla HC Hard         | Alpla HC Hard |
| ------------ | ---------------------------- | ----------- | ----------- | ----------- | ------- | - | ------- | ------------- | ------------- | ------------- | --------------------- | ------------- |
| Rückennummer | Spieler                      | Gelbe Karte |             | Rote Karte  | Tore    |   | Tore    | Gelbe Karte   |               | Rote Karte    | Spieler               | Rückennummer  |
| 1            | Thomas Bauer                 |             |             |             | 0       |   | 2       |               |               |               | Karolis Antanavičius  | 3             |
| 5            | Lukas Nikolic                |             |             |             | 1       |   | 7       |               | 1             |               | Ante Tokić            | 9             |
| 10           | Julian Riedner               |             |             |             | 2       |   | 2       |               |               |               | Tumi Steinn Rúnarsson | 11            |
| 11           | Raphael Muck                 |             |             |             | 0       |   | 0       |               |               |               | Lukas Gurskis         | 12            |
| 14           | Emil Scheicher               |             | 2           |             | 2       |   | 0       |               |               |               | Berkant Cirit         | 17            |
| 15           | Florian Fritz                |             |             |             | 3       |   | 2       |               | 2             |               | Nico Schnabl          | 19            |
| 20           | Ole-Gunnar Steinhagen        |             |             |             | 1       |   | 3       |               |               |               | Dejan Babić           | 22            |
| 23           | Christoph Barta              |             |             |             | 3       |   | 0       |               |               |               | Jakob Achilles        | 23            |
| 41           | Jan Kovačec                  |             |             |             | 1       |   | 4       |               |               |               | Samuel Wendel         | 27            |
| 42           | Boris Ilov                   |             |             |             | 0       |   | 0       |               |               |               | Golub Doknić          | 32            |
| 55           | Eduardo Filipe Mota Mendonça |             |             |             | 7       |   | 0       |               |               |               | Matthias Hämmerle     | 35            |
| 66           | Moritz Doblhoff-Dier         |             |             |             | 0       |   | 2       |               |               |               | Ivan Horvat           | 37            |
| 68           | Fabian Schartel              |             | 1           | 1           | 4       |   | 0       |               |               |               | Lennio Sgonc          | 38            |
| 77           | Victor Pelechenko            |             |             |             | 2       |   | 0       |               |               |               | Robin Lürzer          | 39            |
| 84           | Jonas Dell                   |             | 1           |             | 0       |   | 0       |               |               |               | Lukas Fritsch         | 47            |
| 95           | Romas Kirveliavičius         |             | 1           |             | 0       |   | 3       |               |               |               | Matthias Hild         | 99            |
| Trainer      | Sebastià Salvat              |             |             |             |         |   |         |               |               |               | Hannes Jón Jónsson    | Trainer       |

Schiedsrichter: Dr. Vladimir Bubalo  & Ales Vidic

### Finale
| Handball Tirol | Handball Tirol       | Handball Tirol | Handball Tirol | Handball Tirol | 28 (14) | - | 27 (17) | Jags Vöslau | Jags Vöslau | Jags Vöslau | Jags Vöslau                  | Jags Vöslau  |
| -------------- | -------------------- | -------------- | -------------- | -------------- | ------- | - | ------- | ----------- | ----------- | ----------- | ---------------------------- | ------------ |
| Rückennummer   | Spieler              | Gelbe Karte    |                | Rote Karte     | Tore    |   | Tore    | Gelbe Karte |             | Rote Karte  | Spieler                      | Rückennummer |
| 2              | Alexander Wanitschek |                |                |                | 5       |   | 0       |             |             |             | Thomas Bauer                 | 1            |
| 3              | Thomas Kandolf       |                | 1              |                | 1       |   | 1       |             | 1           |             | Lukas Nikolic                | 5            |
| 8              | Sebastian Spendier   |                |                |                | 1       |   | 2       |             |             |             | Julian Riedner               | 10           |
| 9              | Jonas Magelinskas    |                |                |                | 0       |   | 0       |             |             |             | Raphael Muck                 | 11           |
| 12             | Tobias Alber         |                |                |                | 0       |   | 3       |             |             |             | Emil Scheicher               | 14           |
| 17             | Filip Perić          |                | 1              |                | 5       |   | 1       |             |             |             | Florian Fritz                | 15           |
| 19             | Petar Medić          |                |                |                | 5       |   | 1       |             |             |             | Ole-Gunnar Steinhagen        | 20           |
| 21             | Philipp Jochimsen    |                |                |                | 0       |   | 4       |             |             |             | Christoph Barta              | 23           |
| 23             | Aljaksej Kischou     |                |                |                | 0       |   | 5       |             | 1           |             | Jan Kovačec                  | 41           |
| 26             | Michael Miskovez     | 1              |                |                | 2       |   | 0       |             |             |             | Boris Ilov                   | 42           |
| 32             | Tobias Grothues      |                |                |                | 1       |   | 2       |             |             |             | Eduardo Filipe Mota Mendonça | 55           |
| 35             | Thomas Wagner        |                |                |                | 3       |   | 2       |             |             |             | Moritz Doblhoff-Dier         | 66           |
| 52             | Boris Tanic          |                |                |                | 0       |   | 0       |             |             |             | Fabian Schartel              | 68           |
| 77             | Lukas Prader         |                |                |                | 2       |   | 4       |             |             |             | Victor Pelechenko            | 77           |
| 97             | Samuel Kofler        |                | 1              |                | 1       |   | 2       |             | 1           |             | Jonas Dell                   | 84           |
| 99             | Johannes Demmerer    |                | 1              |                | 2       |   | 0       |             | 1           |             | Romas Kirveliavičius         | 95           |
| Trainer        | Christoph Jauernik   |                |                |                |         |   |         |             |             |             | Sebastià Salvat              | Trainer      |

Schiedsrichter: Florian Hofer  & Andreas Schmidhuber